# 1492
Cette page concerne l'année 1492  du calendrier julien. Pour l'année 1492 av. J.-C., voir 1492 av. J.-C.
Pour les articles homonymes, voir 1492 (homonymie).
L'année 1492 est une année bissextile qui commence un dimanche.
Elle marque, dans l'historiographie européenne traditionnelle, la fin du Moyen Âge (476-1492) et le début de l'Époque moderne (1492-1789).
Cette année est en effet marquée par trois événements importants de l'histoire de l'Europe, voire du monde :
- la fin de la Reconquista dans la péninsule Ibérique,
- l'expulsion des juifs des royaumes de Castille et d'Aragon,
- le débarquement de Christophe Colomb, parti d'Andalousie à travers l'océan Atlantique, sur des îles des Bahamas et des Caraïbes, qu'il croit faire partie des « Indes » (l'Asie), mais qui sont en fait proches du continent américain.

Son importance historique a été très vite reconnue par la reine Isabelle de Castille et le roi Ferdinand d'Aragon, qui la décrètent annus mirabilis et la commémorent en 1502 par la construction du Tempietto de San Pietro in Montorio.

## Exploration et colonisation européennes en Afrique, Asie et Amérique
En 1488, les Portugais ont découvert le cap de Bonne-Espérance, passage vers l'océan Indien et les Indes. Depuis 1485, Christophe Colomb, navigateur génois venu du Portugal, sollicite la reine de Castille et le roi d'Aragon pour obtenir les moyens d'aller aux Indes en naviguant vers l'ouest, à travers l'océan Atlantique. La fin de la guerre de Grenade permet à Colomb d'obtenir enfin leur soutien.

### Exploration et colonisation castillanes

#### Premier voyage de Christophe Colomb
- 17 avril : signature des capitulations de Santa Fe, contrat entre Christophe Colomb et les Rois catholiques pour réaliser son projet : ils lui accordent trois caravelles et leur équipage pour une durée de six mois[2], avec en cas de réussite, le titre d'amiral de la mer Océane et de vice-roi des Indes.

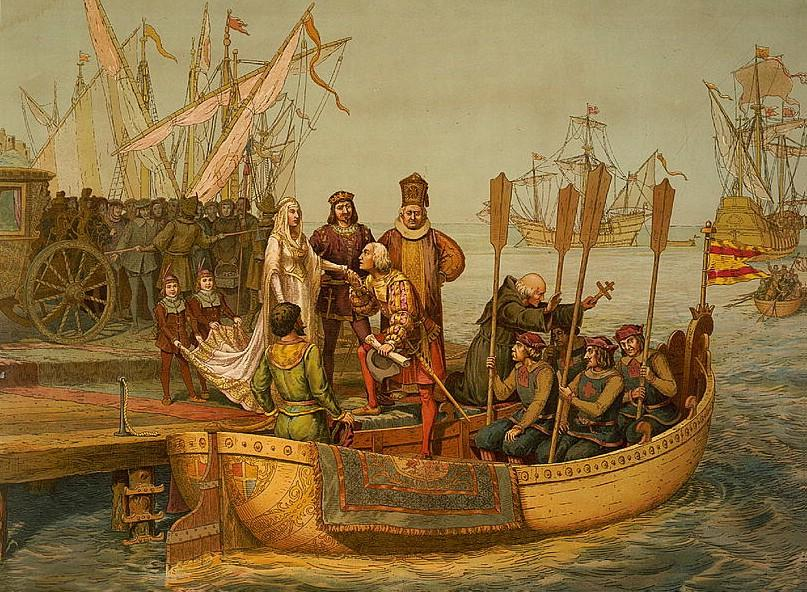
3 août : départ de Christophe Colomb de Palos.

- 3 août : départ de l'escadre de Christophe Colomb du port de Palos de la Frontera.
- 12 août : Christophe Colomb atteint La Gomera, une des îles Canaries[3] et repart le 6 septembre pour la grande traversée.
- 12 octobre : au bout d'environ un mois, l'escadre de Christophe Colomb atteint l’île de Guanahani (actuelles Bahamas)[4].
  - Aux Bahamas, Colomb rencontre les Indiens Arawak : ils vivent dans des communautés villageoises et pratiquent la culture du maïs, de l’igname et du manioc. Ils savent filer et tisser, mais ne connaissent pas le cheval et n’utilisent pas d’animaux pour le labour. Ils ignorent l’acier, mais portent de petits bijoux en or aux oreilles.
- 28 octobre : Colomb découvre l'île de Cuba dans les grandes Antilles[4].

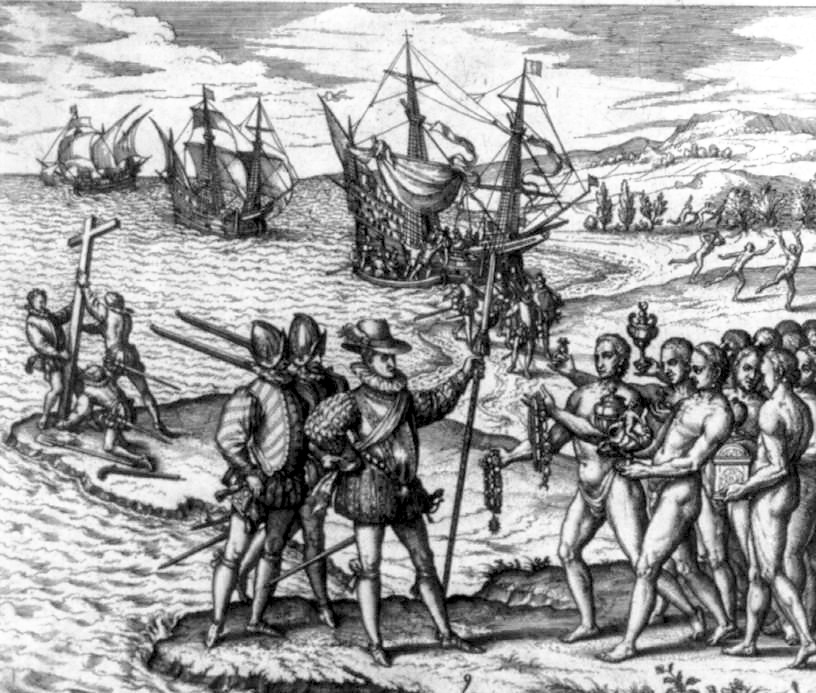
6 décembre : Christophe Colomb prend possession d'Hispaniola.

- 6 décembre : Colomb découvre l'île d'Haïti, qu’il baptise « L'Espagnole » (La Española, Hispaniola)[4].
- 25 décembre : la caravelle amirale Santa Maria s'échoue et devient inutilisable. Colomb décide alors de repartir dès que possible, après avoir construit avec le bois du navire un fort, La Navidad, pour une garnison de 39 hommes (départ en janvier 1493).

#### Îles Canaries
- 29 septembre : début de la conquête de La Palma, aux îles Canaries, par Alonso Fernandez de Lugo[5].

## Europe

### Événements non politiques
- 26 juin : première ascension du Mont Aiguille (massif du Vercors, en Dauphiné) par Antoine de Ville, seigneur lorrain de Domjulien et Beaupré, capitaine du roi, sur ordre de Charles VIII. Cet exploit est considéré comme l'acte de naissance de l'alpinisme[6],[7].
- 18 août : publication de la Grammaire castillane d'Antonio de Nebrija, plus ancienne grammaire d'une langue vernaculaire en Europe[8].
- 7 novembre : une météorite de grande taille tombe à Ensisheim  en Alsace (127 kg)[9].

### France (règne de Charles VIII)
- 8 février : couronnement d'Anne de Bretagne à la basilique Saint-Denis par André d'Espinay[10].
- 7 juillet : Charles VIII, après avoir épousé la duchesse Anne (1491), s'engage à maintenir les privilèges fiscaux et judiciaires du duché de Bretagne[11].
- 3 novembre : traité d'Étaples entre les rois de France et d’Angleterre, Charles VIII et Henri VII. La France achète pour 745 000 écus la neutralité de l'Angleterre en ce qui concerne la Bretagne[12].

### Péninsule italienne (pontificat d'Innocent VIII, puis d'Alexandre VI)
- 9 avril : Pierre II de Médicis devient le prince de la république de Florence à la mort de Laurent de Médicis[13].
- 18 juin : décret d'expulsion des Juifs du royaume de Sicile, dépendance de la couronne d'Aragon. Ils ont jusqu'au 18 septembre pour quitter l'île (le délai est en fait prolongé jusqu'au 18 décembre, puis au 12 janvier 1493[14]).
- 25 juillet : mort du pape Innocent VIII.
- 11 août : début du pontificat de l'Aragonais Rodrigo Borgia sous le nom d'Alexandre VI (fin en 1503)[15].
- sd : Établissement du tribunal du Saint-Office dans le royaume de Sardaigne[16], dépendance de la couronne d'Aragon.

### État bourguignon (règne de Philippe le Beau, régence de Maximilien d'Autriche)
L'État bourguignon est un rassemblement de fiefs français ou impériaux (les plus nombreux) entre les mains des ducs de Bourgogne de la maison de Valois, puis de leurs descendants Habsbourg, dont Philippe le Beau, fils de Marie de Bourgogne et de Maximilien d'Autriche, est le premier.
- 3 mai : les paysans hollandais insurgés s'emparent de Haarlem avec la complicité des habitants[17].
- sd : cette révolte est réprimée par le duc Albert de Saxe, lieutenant général de Maximilien d'Autriche, à Heemskerk[18].

### Castille et Aragon (règne d'Isabelle de Castille et de Ferdinand II d'Aragon)
Isabelle de Castille et Ferdinand II d'Aragon, mariés depuis 1469, règnent depuis 1479 et se sont surtout consacrés à la guerre contre le royaume de Grenade, dernier État musulman dans la péninsule Ibérique depuis le XIIIe siècle.

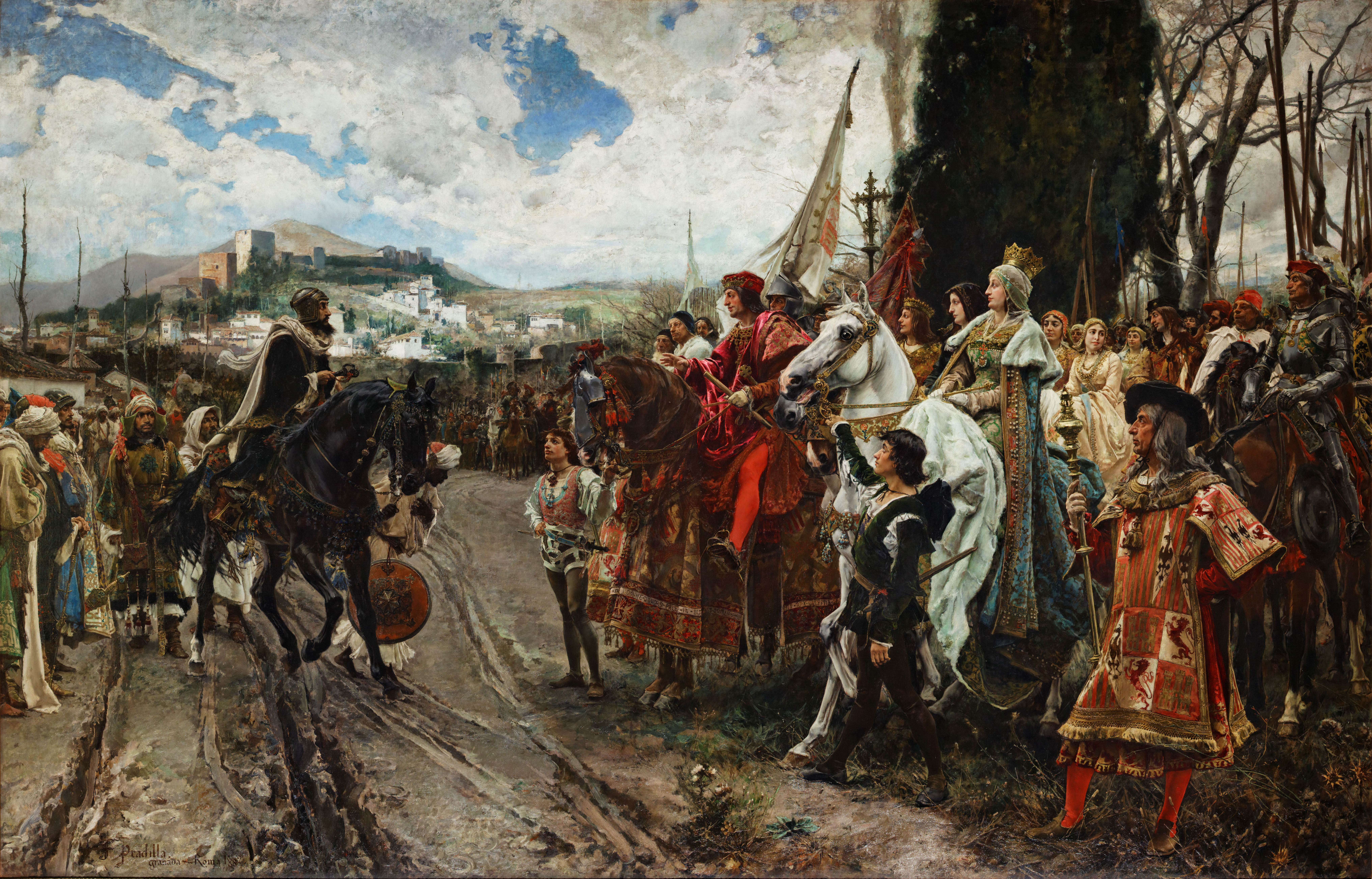
2 janvier : reddition de Grenade, tableau du peintre espagnol Francisco Pradilla y Ortiz (1882).

- 2 janvier : entrée des Rois catholiques dans Grenade, qui marque la fin de la guerre de Grenade et de la Reconquista[19].

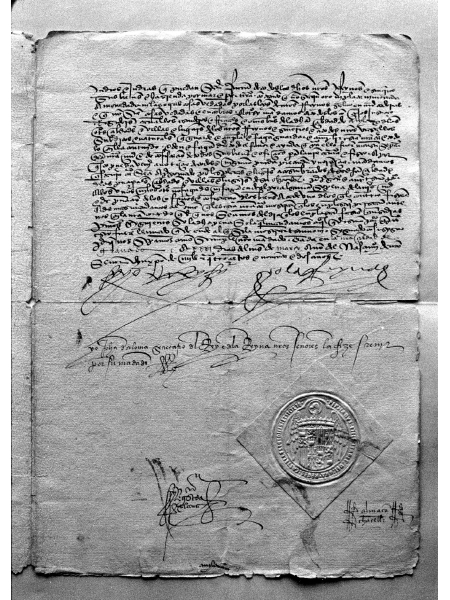
31 mars : décret de l'Alhambra

- 31 mars : décret de l'Alhambra sur l'expulsion des Juifs d'Espagne, qui leur laissent jusqu'au 31 juillet pour se convertir au christianisme ou quitter le pays[20]. 150 000 choisissent la conversion, 150 000 à 200 000 l’exil (Navarre, Portugal, Italie, Afrique du Nord ou Méditerranée orientale) (décret abrogé officiellement en 1967).

### Angleterre (règne de Henri VII)
- 6 octobre : Henri VII d'Angleterre débarque ses troupes à Calais pour mettre le siège devant Boulogne[21].

### Saint-Empire (règne de Frédéric III)
- 28 mars, Nimègue : Charles d'Egmont, sorti de prison, est nommé duc par les États de Gueldre, avec le soutien de la France[22].
- 8 juillet : Charles VIII reconnaît la neutralité de la principauté de Liège[23].
- 8 août : Maximilien d'Autriche, fils de l'empereur et régent des Pays-Bas bourguignons, reconnaît la neutralité de la Principauté de Liège[23] (Liège faisant partie du Saint-Empire, mais pas des Pays-Bas bourguignons).

### Pologne et Lituanie (règne de Casimir IV, puis de Jean Ier et d'Alexandre Ier)
- 7 juin : mort de Casimir IV Jagellon[24]. Début de l'Âge d’Or de la Pologne (fin en 1572).
  - Début du règne de Jean Ier Albert Jagellon (1459-1501), élu roi de Pologne le 27 août[24].
  - Début du règne de Alexandre Ier Jagellon, grand-duc de Lituanie (fin en 1501).
- Le prince de Moscou Ivan III profite des tensions entre la Lituanie et la Pologne à la mort de Casimir IV de Pologne pour envahir la Lituanie avec l’aide du khan de Crimée, Mengli Giray[25].

### Russie (règne d'Ivan III)
- Printemps : le prince de Moscou Ivan III construit la forteresse d’Ivangorod face à Narva, sur la rivière Narova[26].